# Musulmans àrabs

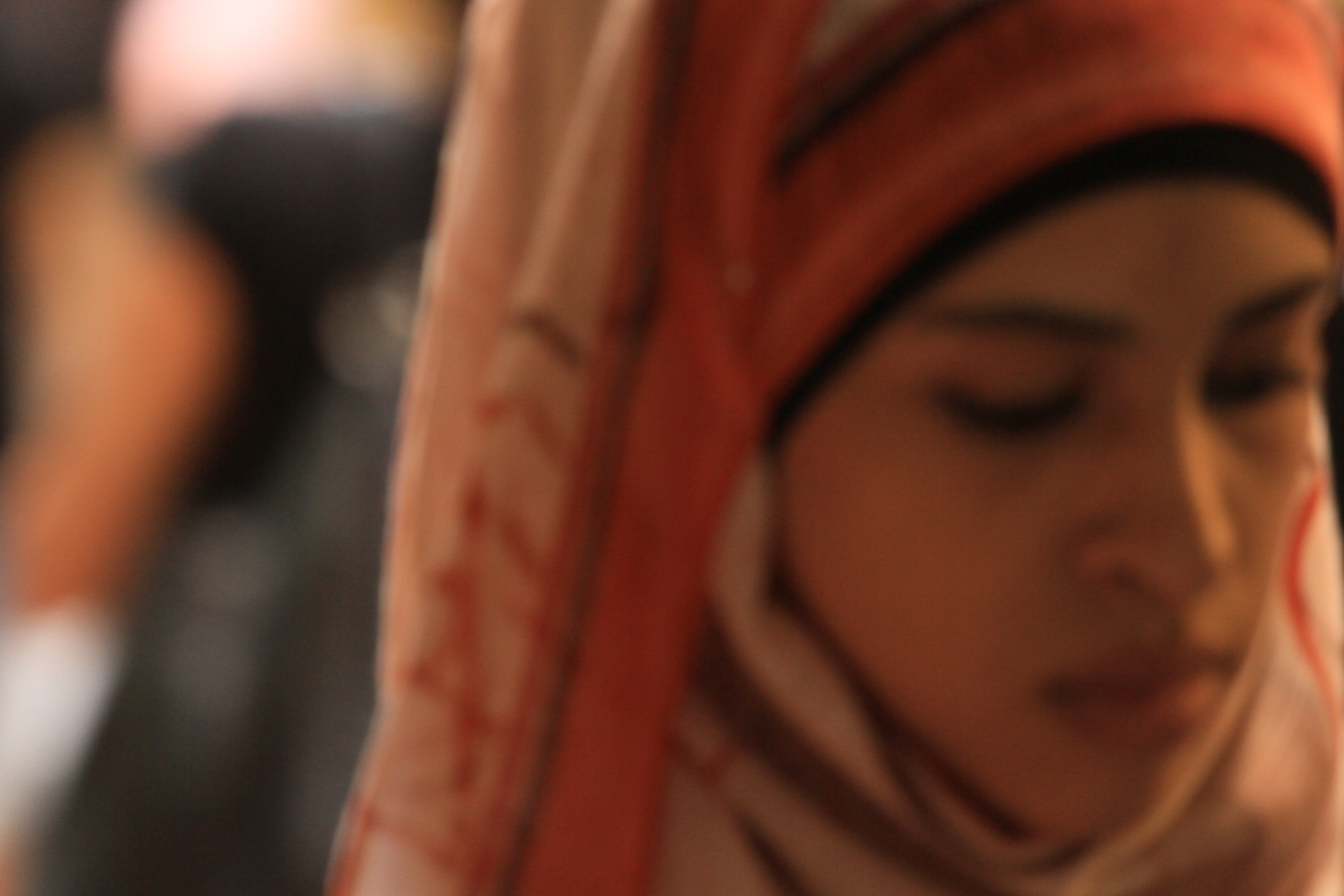
Musulmana àrab comprant en un mercat a Jerusalem

Els musulmans àrabs (àrab: المسلمون العرب, al-muslimūn al-ʿarab) són un grup divers de pobles que parlen àrab i creuen en l'islam. Els àrabs es poden definir o bé en sentit estricte com a aquells pobles que descendeixen de certes tribus que vivien a la península Aràbiga durant l'edat antiga, o bé en sentit ampli, incloent-hi tots els pobles que han passat per un procés d'arabització, s'identifiquen com a àrabs, participen en la cultura àrab o parlen àrab.
Són el principal grup ètnic i religiós de l'Orient Pròxim amb diferència i representen la major part de la població a Algèria, l'Aràbia Saudita, Bahrein, les Comores, Djibouti, Egipte, els Emirats Àrabs Units, el Iemen, l'Iraq, Jordània, Kuwait, el Líban, Líbia, el Marroc, Mauritània, Oman, Qatar, Síria, Somàlia, el Sudan i Tunísia.